# Світо Володимир Фердинантович
Володимир Фердинантович Світо (20 серпня 1970, м. Мінськ, СРСР) — білоруський хокеїст, захисник. 
Виступав за «Динамо» (Мінськ), «Гріззлі Адамс Вольфсбург», «Дизеліст» (Пенза), «Нафтовик» (Альметьєвськ), «Авангард» (Омськ), «Кристал» (Електросталь), «Тівалі» (Мінськ), ХК «Воронеж», «Юність» (Мінськ), «Керамін» (Мінськ), ХК «Гомель», ХК «Вітебськ», «Шахтар» (Солігорськ).
У складі національної збірної Білорусі провів 33 матчі (1 гол, 6 передач), учасник чемпіонатів світу 2005 і 2006.
Досягнення
- Чемпіон СЄХЛ (2003, 2004)
- Чемпіон Білорусі (1996, 2002), срібний призер (1995, 2003, 2004, 2005, 2010)
- Володар Кубка Білорусі (2002, 2005), фіналіст (2003, 2004-травень).